# Mercury-Programm

Das Mercury-Logo

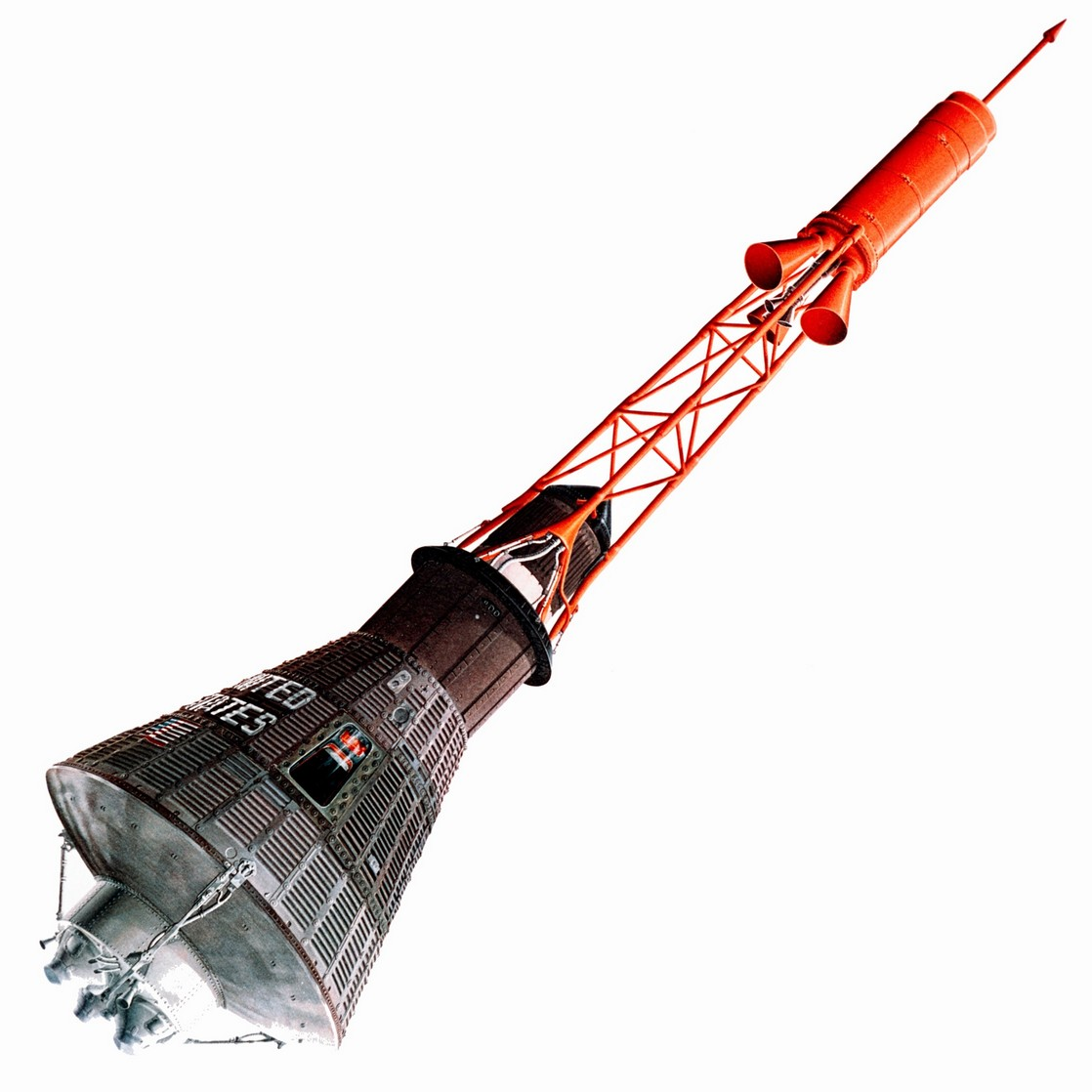
Mercury-Raumschiff mit Rettungsrakete

Das Mercury-Programm war das erste bemannte Raumfahrtprogramm der Vereinigten Staaten. Es dauerte von 1958 bis 1963 und hatte zum Ziel, einen Menschen in einen Orbit um die Erde zu bringen. Die Frühphase wurde vom National Advisory Committee for Aeronautics (NACA) geplant; durchgeführt wurde es dann von der neugegründeten Nachfolgeorganisation NASA.

Dem (zivilen) Mercury-Programm ging das (militärische) Manhigh-Programm der US Air Force voraus, bei dem mittels Ballonfahrten in die Stratosphäre die Auswirkung kosmischer Strahlung auf den Menschen untersucht wurde.

## Die Planung
Anfang Oktober 1958 wurde beschlossen, ein bemanntes Raumfahrtprogramm in den USA zu beginnen. Die Planungen sahen vor, ein Raumschiff mit einem Menschen zu bemannen und dieses orbital um die Erde kreisen zu lassen. In der Frühphase wurde von einem bemannten Satelliten gesprochen.
Um dieses Programm ausführen zu können, mussten verschiedene Systeme entworfen und getestet werden. So wurde im Langley Research Center ein Programm zur voll automatisch gesteuerten Fallschirmlandung entwickelt. Außerdem wurden mit Hilfe der United States Air Force, die schon Erfahrungen auf diesem Gebiet hatte, die Raketen ausgesucht. Da diese aber bislang nur für militärische Zwecke verwendet worden waren, mussten sie für die geplante Verwendung als bemannter Träger weiterentwickelt werden. Es handelte sich dabei in erster Linie um die Atlas- und Redstone-Raketen. An der Entwicklung der Redstone war auch die deutsche Gruppe um Wernher von Braun beteiligt.
Am 26. November 1958 wurde der Name Mercury offizieller Projektname.

## Die Mercury-Raumkapsel

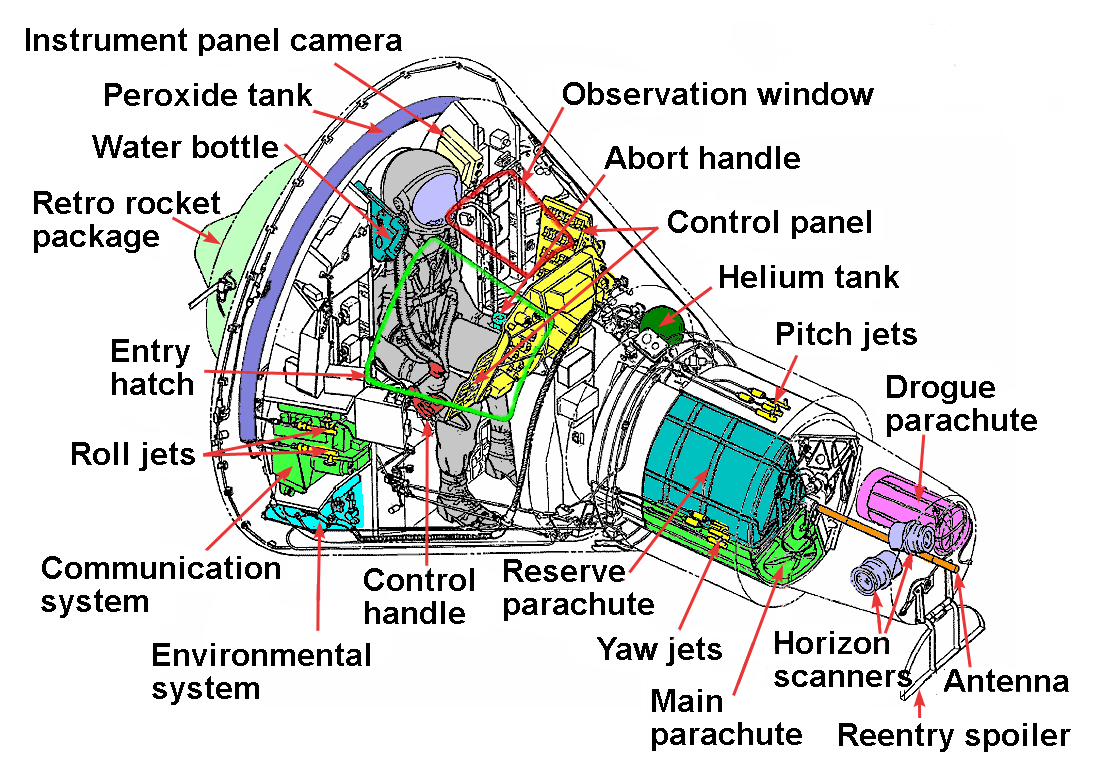
Das Innere des Mercury-Raumschiffs

Die Mercury-Raumkapsel wurde unter der Leitung von Maxime Faget von der NASA entwickelt, mehr als zwanzig Industrieunternehmen arbeiteten mit. Den Zuschlag zum Bau des Raumschiffs erhielt die Firma McDonnell Aircraft Corporation.
Die Startmasse der Kapsel betrug 1.935 kg, die Höhe ohne Rettungsrakete 3,51 m, der größte Durchmesser 1,89 m. Bei einem Fehlstart konnte die Raumkapsel durch die Rettungsrakete von der Antriebsrakete getrennt und in Sicherheit gebracht werden. Diese Rettungsraketen mussten jedoch nie eingesetzt werden.
Der Astronaut konnte die Lage und die Flugbahn der Kapsel mit Hilfe einer Handsteuerung beeinflussen, die Raumkapsel war aber auch mit einer Einrichtung ausgerüstet, welche es der Bodenmannschaft ermöglichte, das Raumschiff vollständig von der Erde aus fernzusteuern.
Da die Mercury-Kapseln nur ein sehr begrenztes Innenvolumen besaßen, war in ihnen lediglich Platz für einen einzelnen Astronauten – wegen der sehr knappen Abmessungen sagte man auch im Spaß, dass die Mercury-Kapsel nicht bestiegen, sondern angezogen wurde.
Der Innenraum der Kapsel hatte ein Volumen von 1,7 Kubikmeter. Der Astronaut konnte die Kapsel über 55 Schalter, 30 Sicherungen und 35 Hebel bedienen. Eine wichtige Aufgabe beim Wiedereintritt der Raumkapsel hatte der Hitzeschild. Beim Wiedereintritt wirkten Beschleunigungskräfte von 4 g auf den Astronauten. Nach dem Wiedereintritt wurde die Kapsel mit Fallschirmen gebremst und wasserte im Meer.
Die NASA bestellte 20 Raumkapseln, zusätzlich wurden weitere, nicht flugfähige Muster für Versuche gebaut.

## Die ersten Tests

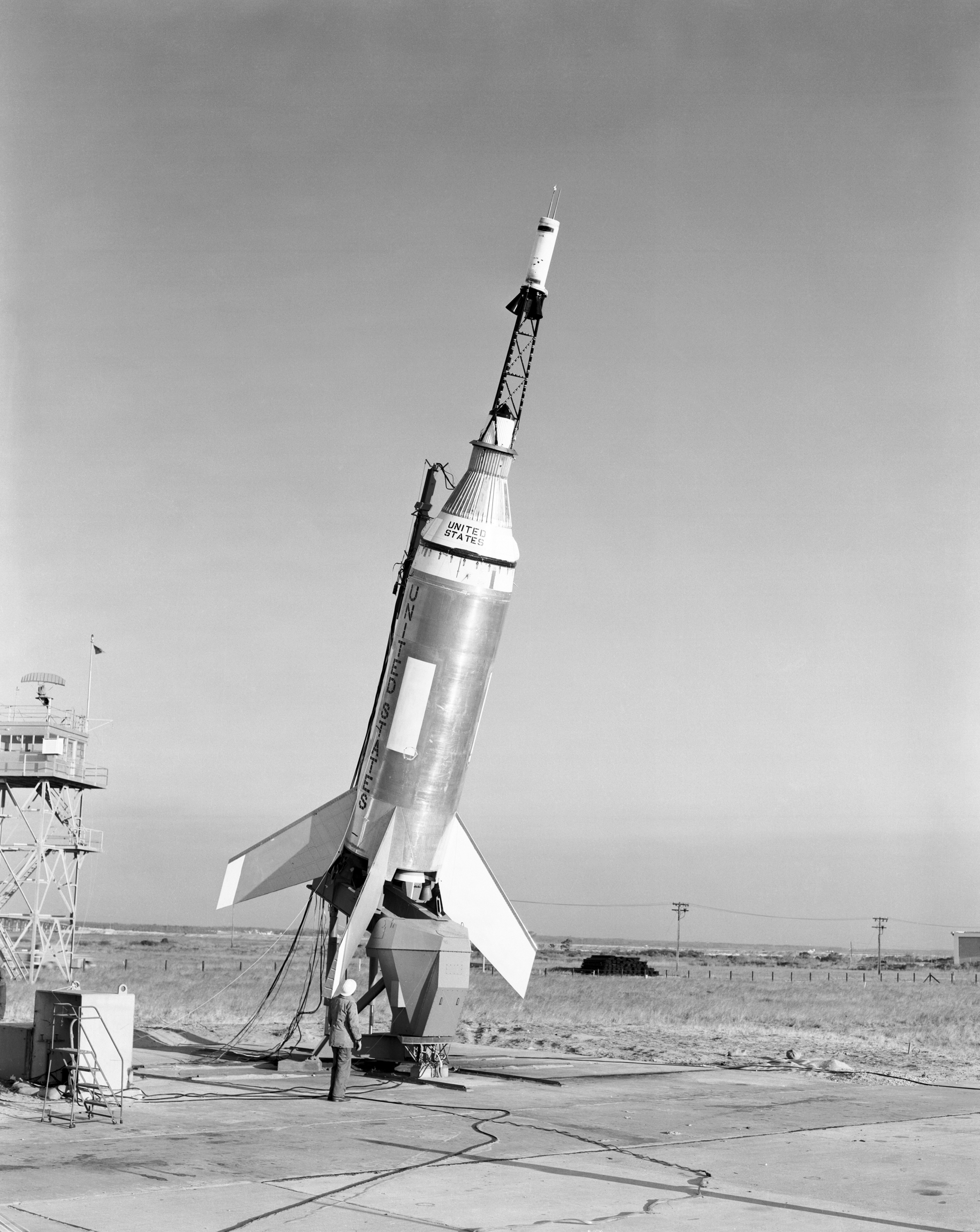
Little Joe mit Mercury-Testraumschiff

Mit Hilfe der Versuchsrakete Little Joe, die zum Testen ballistischer Bahnen schon vorhanden war, konnten erste Tests mit dem Raumschiff und der Rettungsrakete durchgeführt werden.
Daneben wurde auf der Grundlage einer Atlas-Rakete das „Big Joe“-System eingeführt, mit dessen Hilfe ein Raumschiff hoch genug in den Weltraum befördert werden konnte, um den kritischen Wiedereintritt in die Erdatmosphäre zu testen und zu üben.
Am 13. Dezember 1958 wurde das Totenkopfäffchen Gordo auf der Spitze einer Jupiter-Rakete der U.S. Army in die Schwerelosigkeit befördert, der es 8,3 Minuten ausgesetzt war. Gordo überlebte Start und Landung, versank aber aufgrund eines mechanischen Fehlers der Fallschirmfunktionen mit der Raketenspitze im Ozean und ertrank.
Ebenso begann zu Anfang des Jahres die Entwicklung des Hitzeschilds für die Mercury-Landekapsel. Mehrere Teststarts schlugen im Laufe des Februar und März fehl.

### Das Rettungssystem

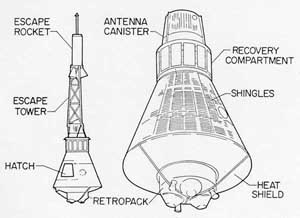
Mercury-Raumschiff

Das Rettungssystem des Raumschiffs funktionierte beim zweiten Start im April 1959 planmäßig und brachte die Landekapsel vorschriftsmäßig zur Wasserung im Atlantik, so dass das Raumschiff von einem Hubschrauber geborgen werden konnte.
Mit Hilfe eines Schweins, Gentle Bess, testete McDonnell die Aufschlagssteifigkeit der Landekapsel. Der Test war erfolgreich, das Schwein überlebte. Weitere Tests mit Schweinen lehnte die NASA ab, da Schweine nicht lange in sitzender Position überleben können.
Die beiden Affen Able und Miss Baker wurden am 28. Mai 1959 mittels einer Jupiter-Rakete 480 km in den Weltraum geschossen. Sie landeten 2.735 km von Cape Canaveral entfernt und überlebten den Flug.
Im September verlief ein Mercury-Testflug mit einer Big Joe Atlas fast zu hundert Prozent erfolgreich. Wertvolle Erkenntnisse über den Wiedereintrittswinkel und die auftretenden Temperaturen am Hitzeschild wurden gewonnen.
Am 4. Dezember 1959 wurde mit der Mission Little Joe 2 der Rhesusaffe Sam gestartet, um die Funktionalität des Rettungssystems zu testen. Ebenso sollten medizinische Erkenntnisse beim Flug gewonnen werden. Der Test war erfolgreich, und Sam überlebte ihn. Ein zweiter Test Little Joe 1B mit dem Rhesusaffen Miss Sam verlief am 21. Januar 1960 ebenso erfolgreich.

## Die Astronautensuche
Anfang 1959 wurden die Kriterien zur Auswahl der Piloten aufgestellt. Dies waren:
- Alter unter 40 Jahre
- Männlich
- Körpergröße unter 180 cm
- Ausgezeichnete physische Kondition
- Bachelor-Abschluss
- Ausbildung als Test- und Jetpilot
- Mindestens 1500 Stunden Flugerfahrung

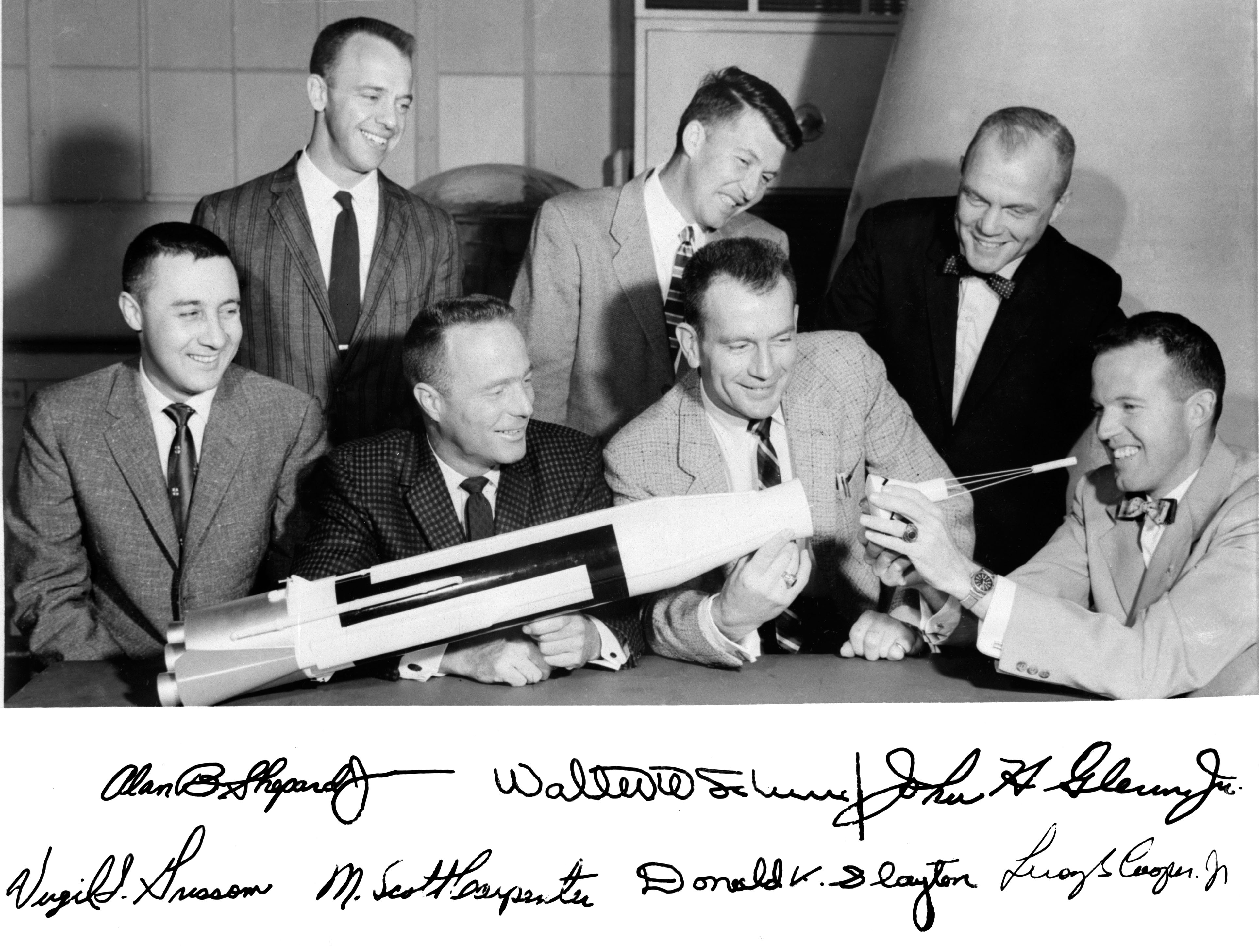
Die 7 Mercury-Astronauten

Im Februar 1959 wurden 110 männliche Kandidaten für das Mercury-Programm getestet. Am 9. April 1959 wurden auf einer Pressekonferenz in Washington, D.C. die sieben ausgewählten Mercury-Astronauten der Öffentlichkeit vorgestellt, auch bekannt als die „Mercury Seven“. Es waren im Einzelnen:
- Lt. Commander Alan B. Shepard, Jr. (1923–1998) Navy
- Captain Virgil I. Grissom (1926–1967) Air Force
- Lt. Colonel John H. Glenn, Jr. (1921–2016) Marines
- Lieutenant Malcolm Scott Carpenter (1925–2013) Navy
- Lt. Commander Walter M. Schirra, Jr. (1923–2007) Navy
- Captain Donald K. Slayton (1924–1993) Air Force
- Captain Leroy Gordon Cooper, Jr. (1927–2004) Air Force

Die Zahl 7, die an den Namen jedes einzelnen Raumschiffs angefügt wurde und die sich auch im Logo der Mission findet, ist auf diese sieben Astronauten zurückzuführen. Damit sollte die gute Zusammenarbeit demonstriert und bei jeder einzelnen Mission an das Team erinnert werden.
Jeder Astronaut bekam ein Spezialgebiet der Missionsvorbereitungen zugeschrieben. Dennoch tauschten die Astronauten sich oft über Fragen gemeinsam aus, diskutierten teilweise heftig, konnten sich immer einigen und somit diverse Änderungen an der Landekapsel, den Antriebsraketen und Sicherheitssystemen erwirken.
Eine private Initiative unterzog 1960 auch Frauen denselben medizinischen Tests, die bei der Mercury-Astronautenauswahl angewandt worden waren; 13 davon bestanden diese Prüfung und wurden als „Mercury 13“ bekannt. Über diese Gruppe wurde 2018 ein Dokumentarfilm veröffentlicht. 

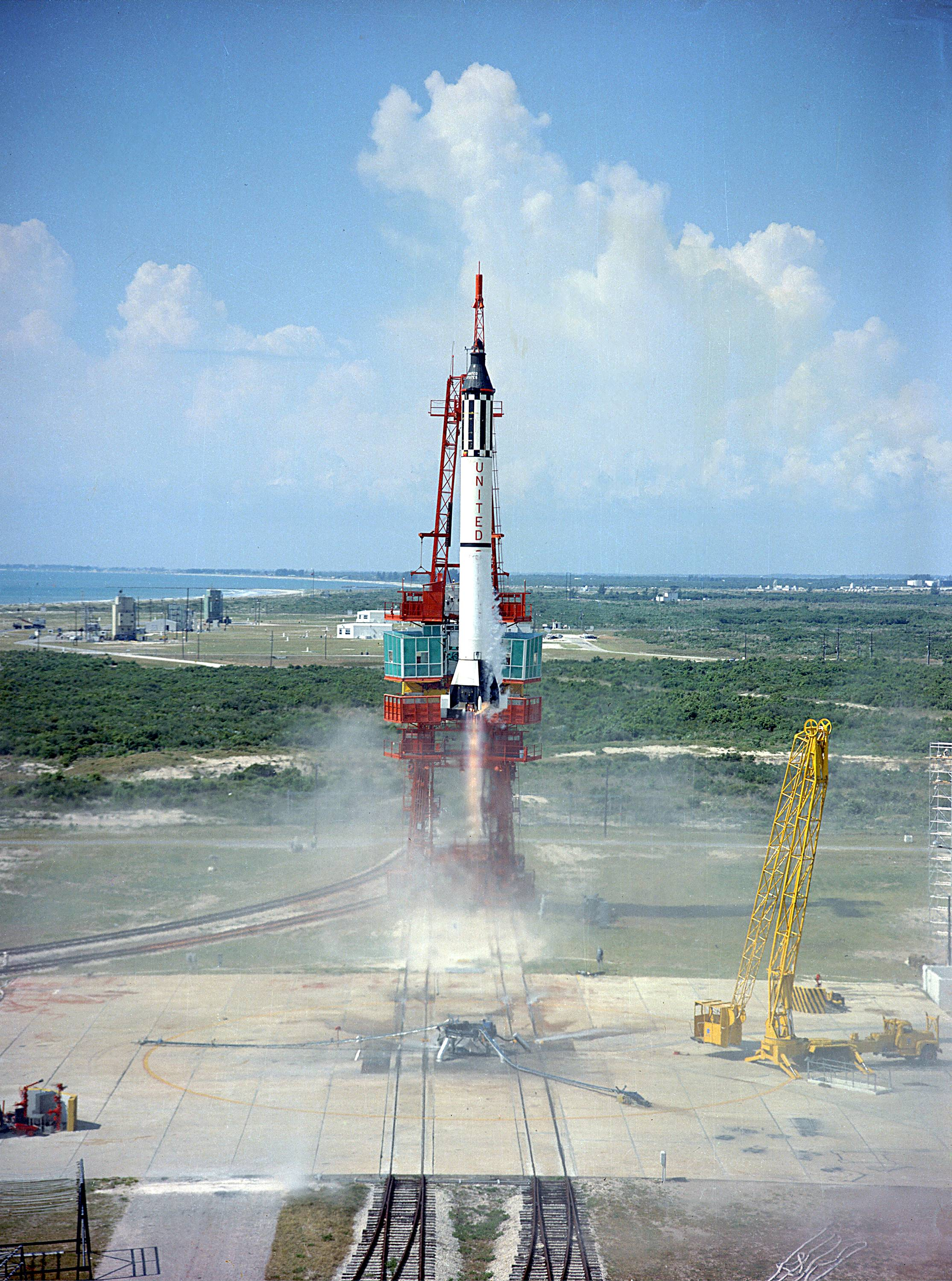
Start der ersten bemannten Mission – Freedom 7

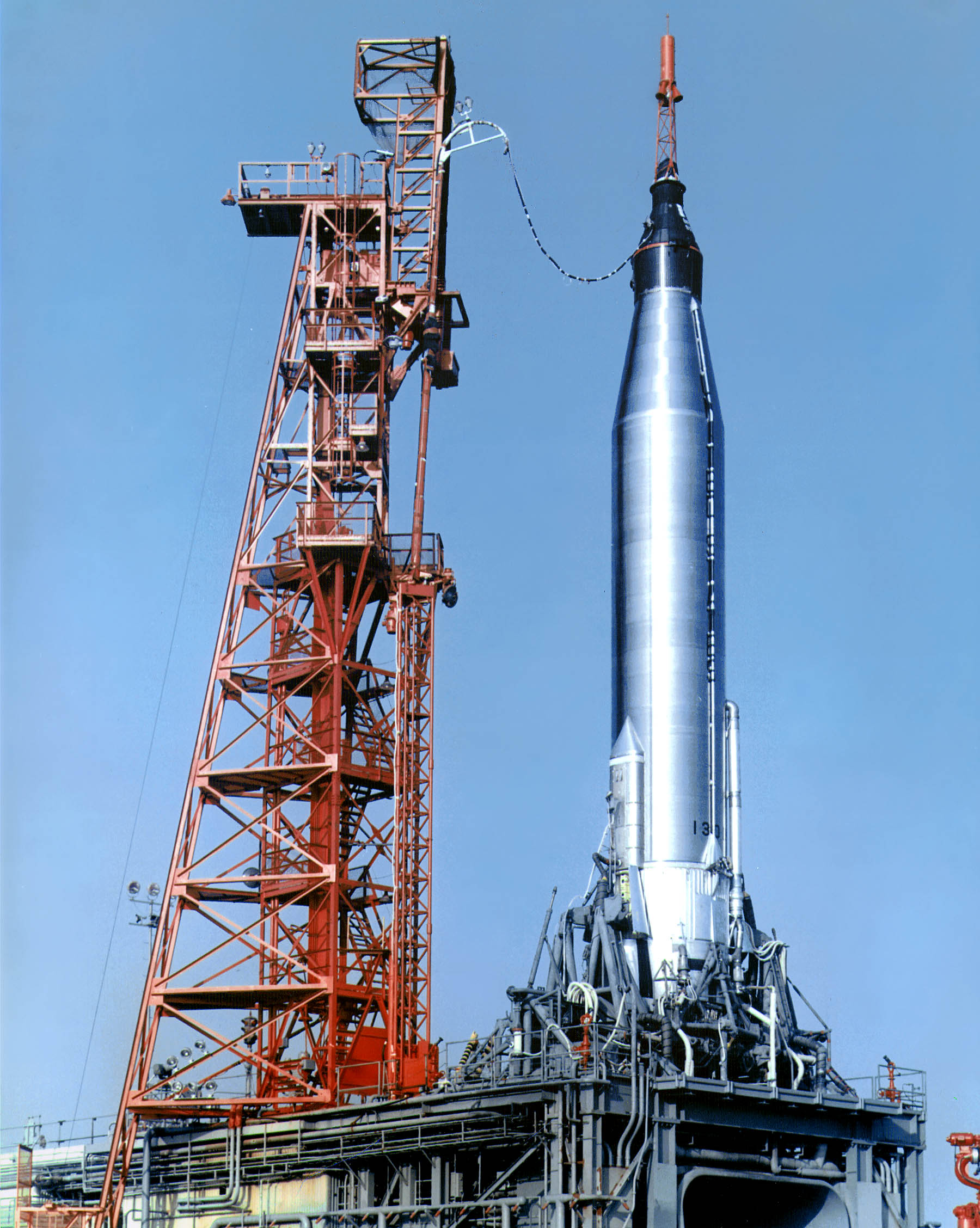
Mercury Atlas 9 auf der Startrampe

## Mercury-Redstone und Mercury-Atlas
Nachdem Mitte 1960 die ersten Atlas- und Redstone-Raketen sowie die zugehörigen Raumschiffe angeliefert worden waren, konnte am 29. Juli 1960 die Mercury-Atlas 1 (MA-1) Mission gestartet werden. Aber schon nach 59 Sekunden musste die Rakete aufgrund eines Strukturfehlers gesprengt werden. Das Mercury-Raumschiff ging dabei verloren, da kein Rettungssystem vorhanden war. Nach diesem Fehlschlag wurde das Projekt einer mehrmonatigen Untersuchung unterzogen.
Während dieser Zeit wurden die sieben Astronauten mit unterschiedlichsten medizinischen und physischen Tests auf ihren ersten Flug vorbereitet. So wurde eine Zentrifuge zum Testen der Schwerkraftbelastungen installiert und ein großer Wassertank, um die Schwerelosigkeit zu simulieren.
Beim ersten Startversuch am 21. November 1960, der Mission Mercury-Redstone 1 (MR-1), hob die Rakete nach der Zündung nur für knapp 2 s und ca. 10 cm ab, sackte zurück und verlieb weitgehend unbeschädigt auf der Startrampe zurück. Dieser unplanmäßige Brennschluss triggerte den Abwurf des Rettungssystems und anschließend die Aktivierung des Fallschirmsystems. Die Ersatzmission, Mercury-Redstone 1A (MR-1A), verlief dagegen am 19. Dezember 1960 problemlos. Das Raumschiff erreichte eine Höhe von ca. 210 km und wurde nach erfolgter Wasserung 15 Minuten später von einem Hubschrauber aus dem Atlantik geborgen.
Am 31. Januar 1961 wurde mit der Mercury-Redstone 2 (MR-2) Mission der Schimpanse Ham in den Weltraum befördert. Kleinere Fehler führten dazu, dass das Raumschiff höher und weiter flog als vorher geplant und berechnet worden war. Eine unbemannte Mission, Mercury-Atlas 2 (MA-2), verlief am 21. Februar 1961 erfolgreich.
Die unbemannte Mercury-Atlas 3 (MA-3) Mission am 25. April 1961 war dagegen ein Fehlversuch. Nachdem sich nach dem Start die Rakete nicht wie vorgesehen um 70° drehte, um auf die vorgesehene Flugbahn zu kommen, wurde das Rettungssystem aktiviert und die Landekapsel abgetrennt. Die Atlas-Rakete wurde kurz darauf gesprengt.

## Bemannte Flüge
Mit dem Start von Alan Shepard in der Mercury-Redstone 3 (MR-3) begann für die Amerikaner am 5. Mai 1961 das Zeitalter der bemannten Raumfahrt. Zwar waren die ersten Flüge nur ballistisch; sie konnten aber die Zuverlässigkeit der Technik beweisen und dass es möglich ist, einen Menschen sehr hohen Beschleunigungswerten bei Start und Landung auszusetzen. Erst ab Mercury-Atlas 6 wurde dann die Erdumlaufbahn erreicht.

## Flug-Chronologie
| Mission               | Name des Raumschiffs | Start              | Dauer       | Besatzung           | Bemerkung |
| --------------------- | -------------------- | ------------------ | ----------- | ------------------- | --- |
| Mercury-Little-Joe 1  |                      | 21. August 1959    | 20 s        | unbemannt           | atmosphärischer Flug, Fehlzündung des Rettungssystems vor dem Start |
| Mercury-Big-Joe 1     |                      | 9. September 1959  | 13 min      | unbemannt           | suborbitaler Flug, teilweise erfolgreich, erste Mercury im Weltraum |
| Mercury-Little-Joe 6  |                      | 4. Oktober 1959    | 5 min       | unbemannt           | atmosphärischer Flug zur Erprobung der Rettungsrakete |
| Mercury-Little-Joe 1A |                      | 4. November 1959   | 8 min       | unbemannt           | atmosphärischer Flug, Fehlstart |
| Mercury-Little-Joe 2  |                      | 4. Dezember 1959   | 11 min      | Rhesusaffe Sam      | erster amerikanischer Start mit einem Affen, Testflug zum Flugabbruch |
| Mercury-Little-Joe 1B |                      | 21. Januar 1960    | 8 min       | Rhesusaffe Miss Sam | Flugabbruch erfolgreich erprobt |
| Mercury-Atlas 1       |                      | 29. Juli 1960      | 3 min       | unbemannt           | atmosphärischer Flug, Fehlstart |
| Mercury-Little-Joe 5  |                      | 8. November 1960   | 2 min       | unbemannt           | atmosphärischer Flug, wenig erfolgreich |
| Mercury-Redstone 1    |                      | 21. November 1960  | 2 s         | unbemannt           | Fehlstart |
| Mercury-Redstone 1A   |                      | 12. Dezember 1960  | 15 min      | unbemannt           | suborbitaler Flug |
| Mercury-Redstone 2    |                      | 31. Januar 1961    | 16 min      | Schimpanse Ham      | suborbitaler Flug, erster Affe im Weltall |
| Mercury-Atlas 2       |                      | 21. Februar 1961   | 17 min      | unbemannt           | suborbitaler Flug |
| Mercury-Little-Joe 5A |                      | 18. März 1961      | 23 min      | unbemannt           | suborbitaler Flug |
| Mercury-Redstone BD   |                      | 24. März 1961      | 8 min       | unbemannt           | suborbitaler Flug |
| Mercury-Atlas 3       |                      | 25. April 1961     | 7 min       | unbemannt           | Fehlstart |
| Mercury-Little-Joe 5B |                      | 28. April 1961     | 5 min       | unbemannt           | atmosphärischer Flug, teilweise erfolgreich |
| Mercury-Redstone 3    | Freedom 7            | 5. Mai 1961        | 15 min      | Alan Shepard        | suborbitaler Flug, erster Amerikaner im Weltraum |
| Mercury-Redstone 4    | Liberty Bell 7       | 21. Juli 1961      | 15 min      | Virgil Grissom      | suborbitaler Flug, Kapsel versank unbeabsichtigt nach der Wasserung |
| Mercury-Atlas 4       |                      | 13. September 1961 | 1 h 49 min  | unbemannt           | die erste erfolgreiche Erdumkreisung in diesem Programm |
| Mercury-Atlas 5       |                      | 29. November 1961  | 3 h 20 min  | Schimpanse Enos     | drei Erdumkreisungen geplant, zwei durchgeführt |
| Mercury-Atlas 6       | Friendship 7         | 20. Februar 1962   | 4 h 55 min  | John Glenn          | erster Amerikaner in der Erdumlaufbahn, mit kleineren Problemen durchgeführt wie geplant, 3 Erdumkreisungen                                                                                            |
| Mercury-Atlas 7       | Aurora 7             | 24. Mai 1962       | 4 h 56 min  | Scott Carpenter     | 3 Erdumkreisungen. Einziger Mercury-Astronaut, der die Kapsel über die Spitze verlassen hat, wie es ursprünglich von den Technikern auch geplant war, alle anderen Astronauten nutzten die Sprengluke. |
| Mercury-Atlas 8       | Sigma 7              | 3. Oktober 1962    | 9 h 13 min  | Walter Schirra      | „Raumflug aus dem Lehrbuch“, 6 Erdumkreisungen |
| Mercury-Atlas 9       | Faith 7              | 15. Mai 1963       | 34 h 19 min | Gordon Cooper       | 22 Erdumkreisungen in 34 Stunden 20 Minuten, erstmals Landung am Folgetag |

## Das Ende des Projekts
Die Reibungslosigkeit des Fluges von Walter Schirra über 6 Erdorbits mit Mercury 8 führte zu einer vorzeitigen Beendigung der Mercury-Raumflüge und dem vorgezogenen Beginn des Gemini-Programms. Am 12. Juni 1963 wurde das Mercury-Programm offiziell eingestellt. Da Präsident John F. Kennedy in seiner berühmten Kongress-Rede am 25. Mai 1961 die Mondlandung innerhalb des laufenden Jahrzehnts als Ziel ausgegeben hatte, mussten weitergehende Raumfahrt-Programme anvisiert werden, da derart ehrgeizige Planungen mit dem Mercury-Programm nicht zu verwirklichen waren. Dies lag in allererster Linie an der Unmöglichkeit, das Raumschiff zu manövrieren. Das war aber für Kopplungsmanöver im All unabdingbare Voraussetzung. Es folgte das Gemini-Programm, dessen Planungsphase sogar schon 1959 begonnen hatte.

## Abgesagte bemannte orbitale Missionen
Ursprünglich waren drei weitere Orbitalflüge mit dem Raumschiff Mercury geplant, die beiden letzten Missionen (MA-11 und MA-12) waren bereits im Oktober 1962 nach dem zweiten Orbitalflug der NASA abgesagt worden. Mit der im November 1962 angekündigten Einstellung des Programms zum Juni 1963 wurde auch der letzte noch geplante Flug Mercury-Atlas 10 obsolet und folgerichtig abgesagt. Aus der Nominierung, die aus den Reihen bereits raumflugerfahrener Mitglieder der Mercury 7 unter der durch Kennedy angewiesenen Auslassung Glenns in der Sequenz ihrer ersten Missionen erfolgte, war ersichtlich, dass auch Scott Carpenter vorerst auf keinen weiteren Raumflug hoffen konnte. Neben Glenn wurde auch er bei den drei geplanten Flügen übersprungen.
| Mission          | Besatzung      | geplanter Start | Absage            |
| ---------------- | -------------- | --------------- | ----------------- |
| Mercury-Atlas 10 | Alan Shepard   | Oktober 1963    | 13. November 1962 |
| Mercury-Atlas 11 | Virgil Grissom | Ende 1963       | Oktober 1962      |
| Mercury-Atlas 12 | Walter Schirra | Ende 1963       | Oktober 1962      |

### NASA-Mission-Reports
- Robert Godwin, SIGMA 7: the NASA Mission Reports, Apogee Books, 2003, ISBN 1-894959-01-9 (Buch & CD)
- Robert Godwin, Freedom 7: the NASA Mission Reports, Collector’s Guide Publishing, 2001, ISBN 1-896522-80-7 (Buch & CD)
- Robert Godwin, Friendship 7: The First Flight of John Glenn, Apogee Books, 1999, ISBN 1-896522-60-2 (Buch & CD)

### Allgemein
- Jeff Shesol: Mercury Rising: John Glenn, John Kennedy, and the New Battleground of the Cold War. W. W. Norton, New York 2021, ISBN 978-1-324-00324-3.
- Bernd Leitenberger: Das Mercury Programm: Technik und Geschichte, Edition Raumfahrt, Norderstedt 2018, ISBN 978-3-7481-4913-2.
- Ruth Ashby, Rocket Man: The Mercury Adventure of John Glenn, Peachtree Publishers, 2004, ISBN 1-56145-323-4.
- Scott Carpenter, For Spacious Skies: The Uncommon Journey of a Mercury Astronaut, Harcourt, 2003, ISBN 0-15-100467-6.
- Martha Ackmann, The Mercury 13: The Untold Story of Thirteen American Women and the Dream of Space Flight, Random House, 2003, ISBN 0-375-50744-2.
- Martha Ackmann, The Mercury 13, Thorndike Press, 2003, ISBN 0-7862-5818-7.
- Helen Zelon, The Mercury 6 Mission: The First American Astronaut to Orbit Earth, PowerKids Press, 2002, ISBN 0-8239-5770-5.
- John E. Catchpole, Project Mercury, Springer-Praxis, 2001, ISBN 1-85233-406-1.
- Bryan Ethier, Fly Me to the Moon: Lost in Space with the Mercury Generation, McGregor Publishing, 1999, ISBN 0-9653846-5-9.
- Diane M. und Paul P. Sipiera, Project Mercury, Children’s Press, 1997, ISBN 0-516-20443-2.
- Diverse, The Mercury Seven, Abdo & Daughters Publishing, 1996, ISBN 1-56239-565-3.
- Donald K. Slayton, Deke!: U.S. Manned Space: From Mercury to the Shuttle, Forge, 1994, ISBN 0-312-85503-6.

## Filme
- Das NASA Programm – Das Mercury Programm
- Der Stoff, aus dem die Helden sind, Spielfilm USA – 1983, Regie: Philip Kaufman, Darsteller: Sam Shepard, Scott Glenn, Ed Harris, Dennis Quaid, Fred Ward u. a.
- Race to Space in IMDB (englisch)